# John Beaumont (Dichter)

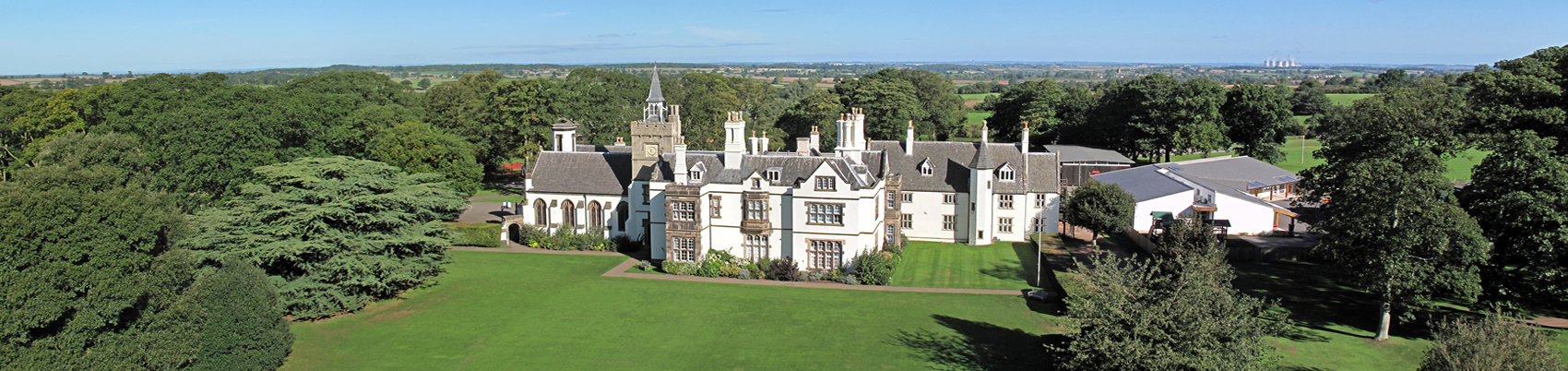
Sein ehemaliger Landsitz Grace Dieu Manor, heute eine Schule

Sir John Beaumont, 1. Baronet (* 1583 in Grace Dieu bei Thringstone, Leicestershire; † April 1627) war ein englischer Dichter.
Beaumont war der Sohn des Richters Francis Beaumont († 1598) und Bruder von Francis Beaumont. Er besuchte ab 1597 die Universität Oxford (Broadgates Hall, das spätere Pembroke College) und wurde 1600 am Inner Temple zur juristischen Ausbildung zugelassen. Nach dem Tod seines älteren Bruders Henry 1605 übernahm er den Familienbesitz. Als Katholik wurde er 1607 verurteilt (für recusancy) und kam 1625 erneut deswegen in Schwierigkeiten. Nachdem er lange zurückgezogen lebte, überzeugte ihn der Duke of Buckingham, mit dem er befreundet war, sich bei Hof vorzustellen. Ein weiterer Freund war der Earl of Southampton. Am 31. Januar 1627 verlieh ihm der König den erblichen Adelstitel eines Baronet, of Gracedieu, in the Parish of Belton in the County Leicester. Er starb wenig später im April 1627 und wurde in Westminster Abbey begraben.
Er begann früh Gedichte zu schreiben und veröffentlichte 1602 anonym Metamorphosis of Tobacco (seinem Freund Michael Drayton gewidmet). Sein Sohn veröffentlichte 1629 einige seiner Gedichte (Bosworth Field... and other poems), darunter sein bekanntestes Bosworth Field, das von der Schlacht von Bosworth handelt, die nahe seinem Landsitz ausgetragen worden war. Sein Hauptwerk (Crown of Thornes) ist verschollen.  Er dichtete in Englisch und Latein und hatte eine Vorliebe für heroische Couplets.
Sein Sohn und Erbe John galt als einer der athletischsten Männer seiner Zeit und starb 1644 bei der Belagerung von Gloucester. Sein Sohn Gervase starb als Kind, seine Trauer verarbeitete er in einem Gedicht, das in das Oxford Book of English Verse aufgenommen wurde.